# Europe (band)
Europe is een rockband uit Upplands Väsby, Zweden.

## Opkomst
De band begon in 1979 onder de naam "Force". Ze wonnen in Zweden in eind 1979 onder de naam 'Europe', 'Luciarock', een talentenjacht voor bands. Ze speelden daar "In the Future to come" en "The king will return". Deze nummers zijn terug te vinden op hun eerste cd 'Europe'. De band startte met een viermansbezetting, oorspronkelijk zonder vaste toetsenist. Er was een prominente plaats voor het aan Michael Schenker refererende gitaargeluid van gitarist John Norum, zoals te horen in een nummer als Stormwind van het tweede album 'Wings of Tomorrow' of het nummer Seven doors hotel van het debuutalbum 'Europe'. Laatstgenoemde nummer was een grote hit in Japan; het bereikte de top 10. Zanger Joey Tempest liet zich voor dit door hem geschreven nummer inspireren door de horror- en zombiefilm The Beyond, ook wel bekend als '7 Doors of Death'. In Japan zou de film overigens nooit in de bioscoop verschijnen.

## Doorbraak
Ten tijde van de opname van het derde album 'The Final Countdown' was er een toetsenist aan de bezetting toegevoegd. Het geluid van de band had een ontwikkeling doorgemaakt van hardrock naar AOR. Europe brak internationaal door met het titelnummer 'The Final Countdown' van dit album (er is ook een wereldtour geweest die 'The final countdown' heette). Het nummer stond in veel landen, waaronder Nederland en België, op nummer 1 en geldt voor velen als een rock-klassieker. Het was in Nederland de bestverkochte single van 1986. Ook de van 'The Final Countdown' afkomstige singles Rock the Night en Carrie werden een succes. Het maakte niet alleen de band groot, maar speelde tevens – samen met het album 'Slippery When Wet' door Bon Jovi - een hoofdrol in de start van een periode van wereldwijde hoogtijdagen van het genre AOR.

## Bestendiging van het succes
Tot op heden heeft Europe elf studioalbums - verzamelaars niet meegerekend - uitgebracht, waarvan er acht dateren van de periode ná 'The Final Countdown'. De nieuwe richting die men met dit album was ingeslagen, had ook een keerzijde. Volgens gitarist John Norum was Europe "..te gevoelig voor commercie.." geworden. Zo had hij voor Carrie een lange, bluesachtige solo  geschreven, die hij onder druk moest laten vallen. Zijn uiteindelijke solo in dit nummer zou de halve minuut niet halen. Norum verliet de band om te worden opgevolgd door Kee Marcello, met wie de band in 1988 met  Superstitious een nieuwe hit had. Daarna zou het succes spaarzamer worden. Pas in 2003 keert Norum terug op het vertrouwde nest om dan met de band een album met de veelzeggende titel Start from the Dark op te nemen.

## Bezetting

### Huidige bandleden

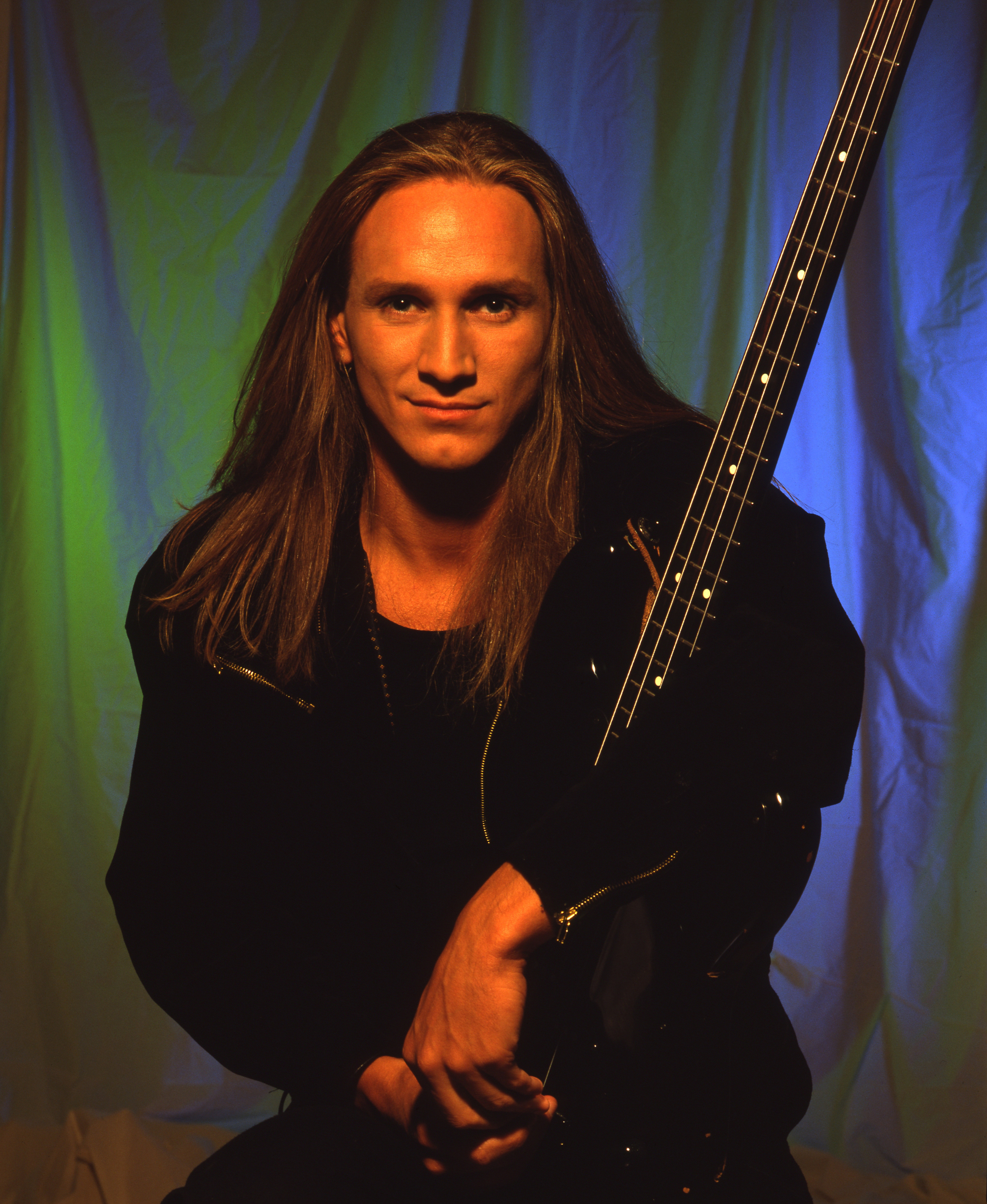
Marcel Jacob

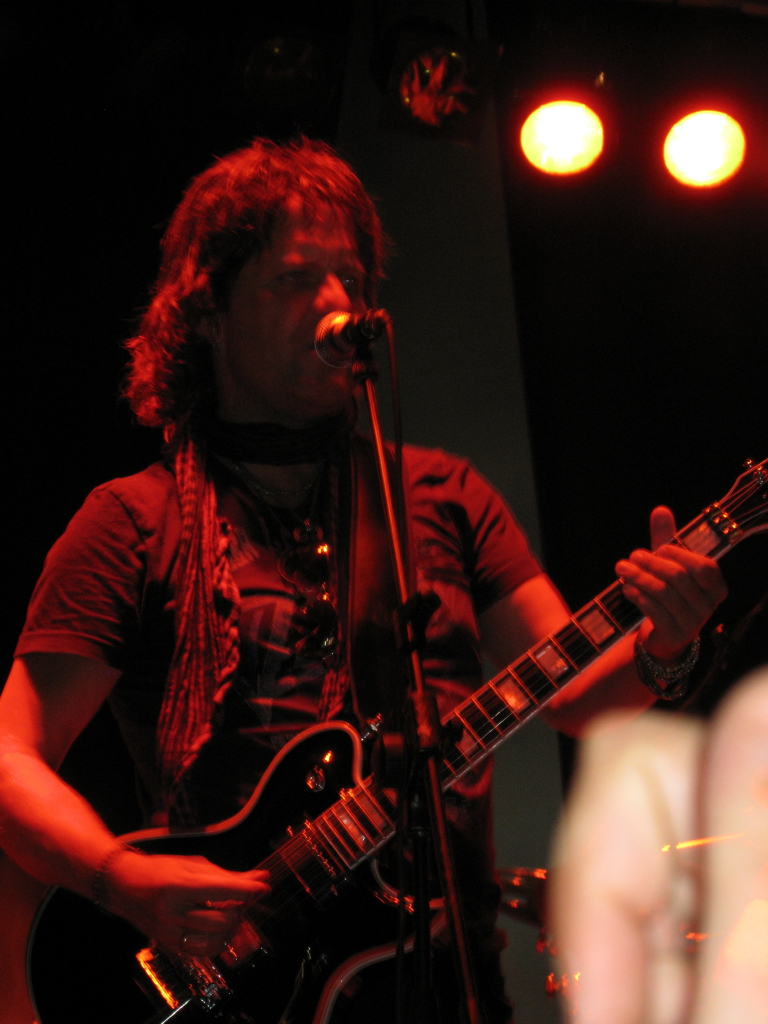
Kee Marcello

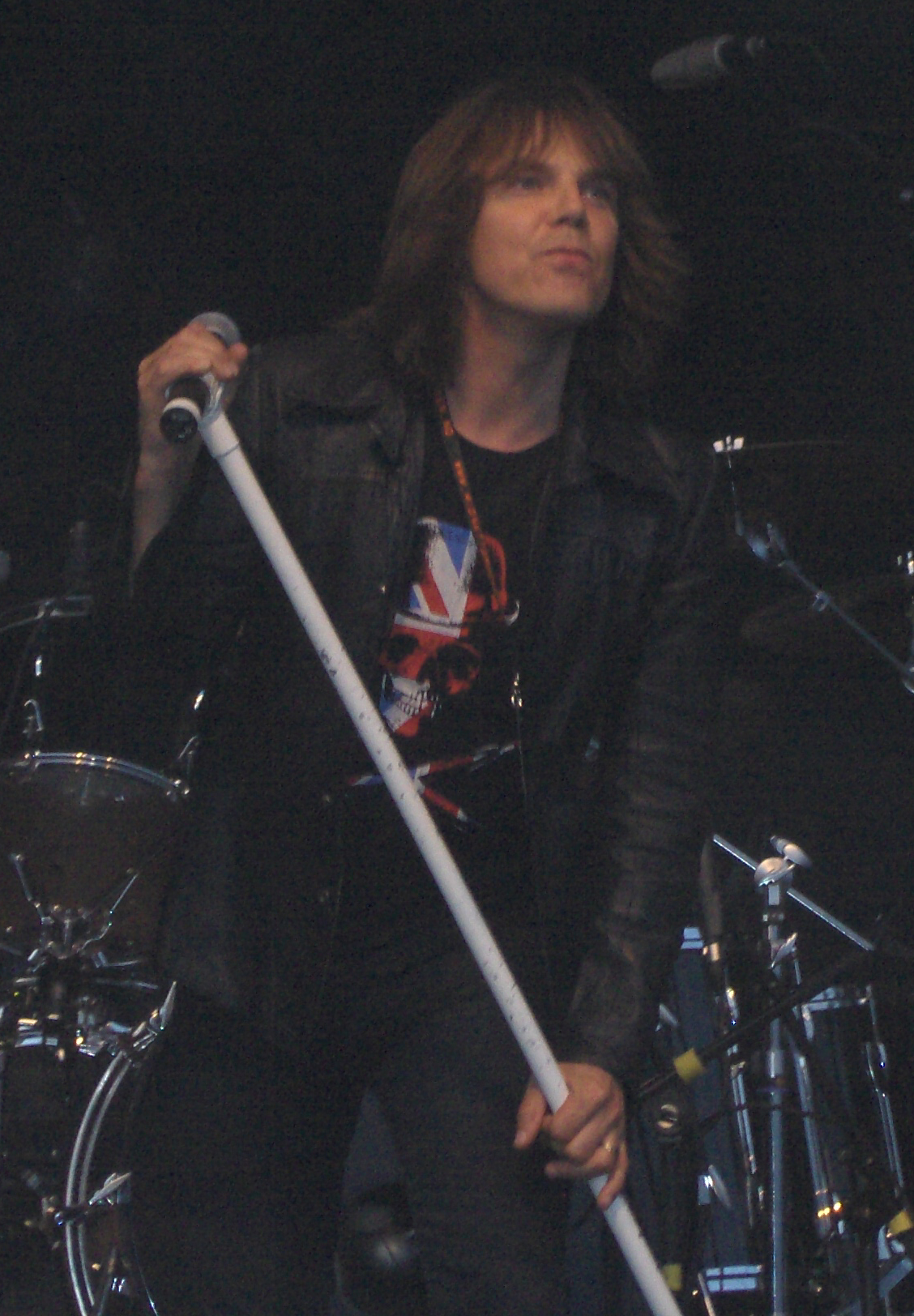
Joey Tempest - Zang
- John Norum - Gitaar
- John Levén - Basgitaar
- Mic Michaeli - Keyboards
- Ian Haugland - Drums

- Joey Tempest

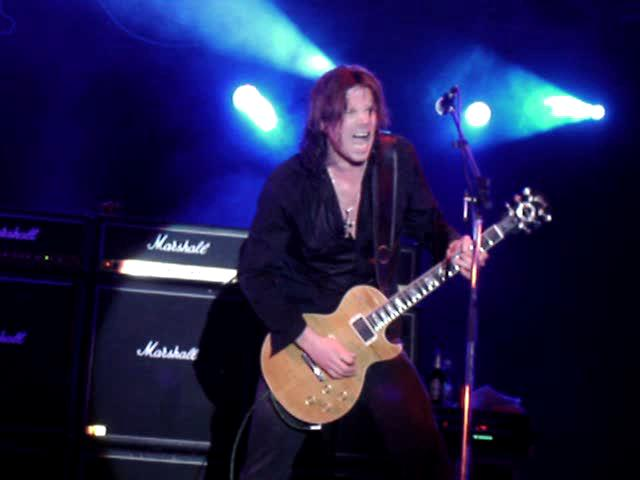
John Norum
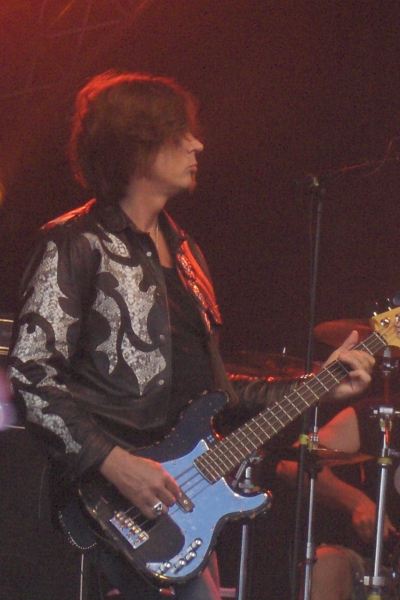
John Levén
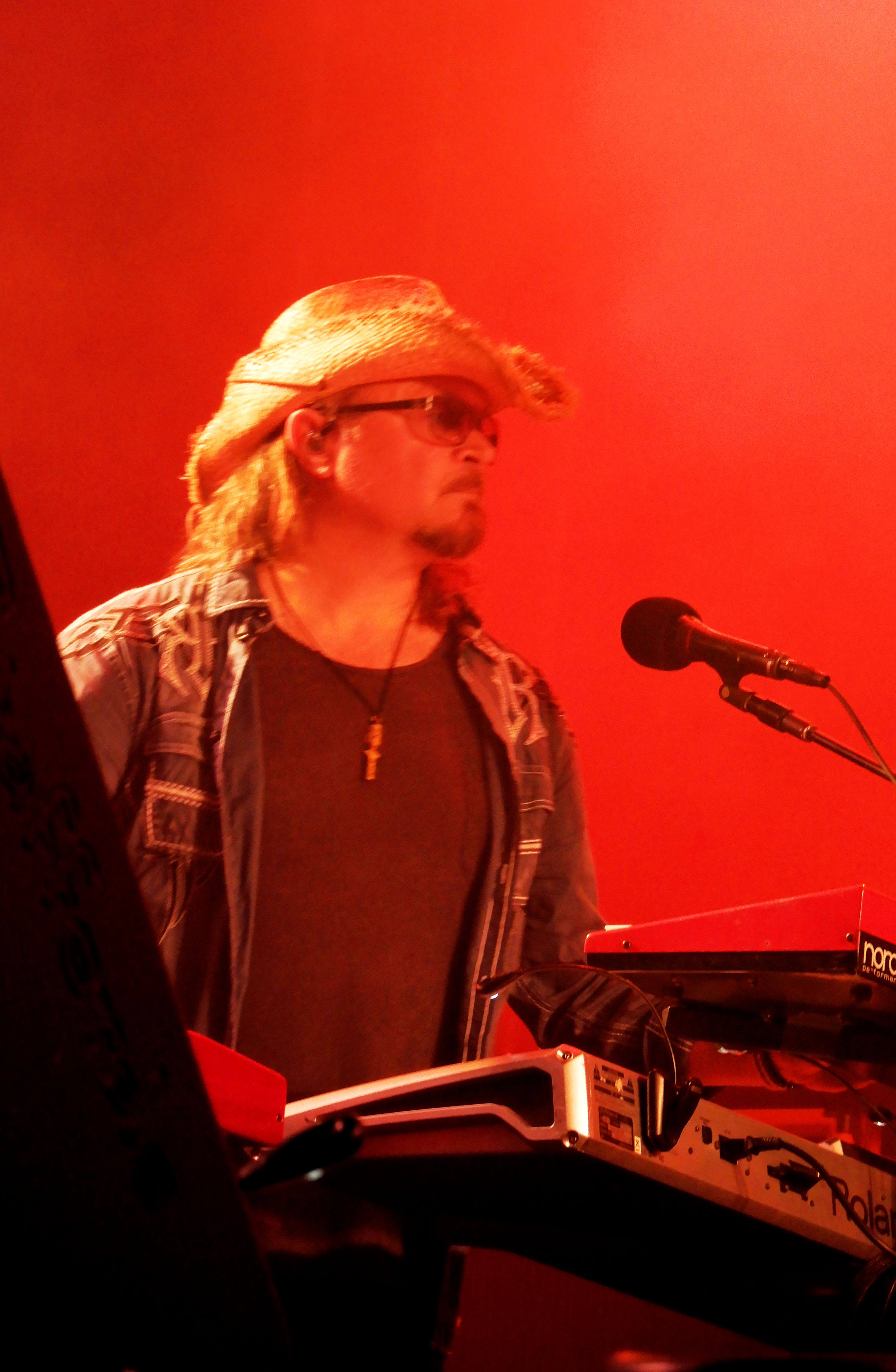
Mic Michaeli
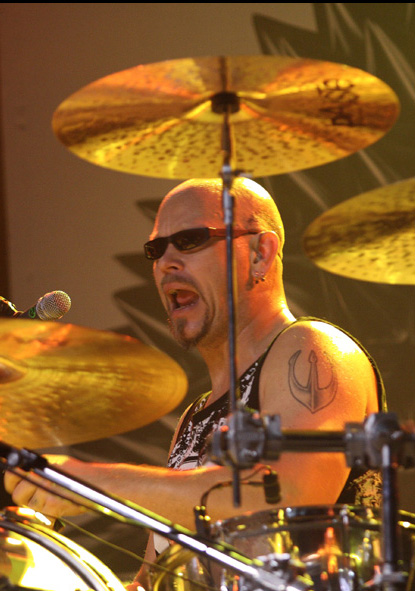
Ian Haugland

### Voormalige bandleden
- Peter Olsson - Basgitaar (1979 - 1981)
- Marcel Jacob - Basgitaar (1981)
- Tony Reno - Drums (1979 - 1984)
- Kee Marcello - Gitaar (1986 - 1992, 1999)

## Discografie

### Albums
| Album met eventuele hitnotering(en) in de Nederlandse Album Top 100 | Datum van verschijnen | Datum van binnenkomst | Hoogste positie | Aantal weken | Opmerkingen   |
| ------------------------------------------------------------------- | --------------------- | --------------------- | --------------- | ------------ | ------------- |
| Europe                                                              | 24-02-1983            | -                     |                 |              |               |
| Wings of tomorrow                                                   | 24-02-1984            | -                     |                 |              |               |
| The Final Countdown                                                 | 26-05-1986            | 09-08-1986            | 3               | 41           |               |
| Out of this world                                                   | 09-08-1988            | 20-08-1988            | 7               | 5            |               |
| Prisoners in paradise                                               | 23-09-1991            | 12-10-1991            | 60              | 6            |               |
| 1982 - 1992                                                         | 19-03-1993            | 10-04-1993            | 18              | 10           | Verzamelalbum |
| Start from the dark                                                 | 22-04-2004            | 02-10-2004            | 86              | 2            |               |
| Secret society                                                      | 25-10-2006            | -                     |                 |              |               |
| Last look at eden                                                   | 09-09-2009            | -                     |                 |              |               |
| Bag of bones                                                        | 27-04-2012            | 05-05-2012            | 44              | 1            |               |
| War of Kings                                                        | 02-03-2015            | 07-03-2015            | 35              | 2            |               |
| Walk the Earth                                                      | 20-10-2017            | 28-10-2017            | 124             | 1            |               |

| Album met hitnotering(en) in de Vlaamse Ultratop 200 albums | Datum van verschijnen | Datum van binnenkomst | Hoogste positie | Aantal weken | Opmerkingen |
| ----------------------------------------------------------- | --------------------- | --------------------- | --------------- | ------------ | ----------- |
| Last look at eden                                           | 2009                  | 03-10-2009            | 89              | 1            |             |
| Bag of bones                                                | 2012                  | 19-05-2012            | 143             | 2            |             |

### Singles
| Single met eventuele hitnotering(en) in de Nederlandse Top 40 | Datum van verschijnen | Datum van binnenkomst | Hoogste positie | Aantal weken | Opmerkingen                                                      |
| ------------------------------------------------------------- | --------------------- | --------------------- | --------------- | ------------ | ---------------------------------------------------------------- |
| The final countdown                                           | 1986                  | 16-08-1986            | 1(4wk)          | 16           | Nr. 1 in de Nationale Hitparade / Best verkochte single van 1986 |
| Rock the night                                                | 1986                  | 29-11-1986            | 6               | 9            | Nr. 2 in de Nationale Hitparade / Alarmschijf                    |
| Carrie                                                        | 1987                  | 07-03-1987            | 14              | 8            | Nr. 13 in de Nationale hitparade Top 100                         |
| Cherokee                                                      | 1987                  | -                     |                 |              | Nr. 86 in de Nationale Hitparade Top 100                         |
| Superstitious                                                 | 1988                  | 20-08-1988            | 10              | 8            | Nr. 11 in de Nationale Hitparade Top 100                         |
| Open your heart                                               | 1988                  | 15-10-1988            | tip7            | -            | Nr. 42 in de Nationale Hitparade Top 100                         |
| The final countdown 2000                                      | 13-12-1999            | -                     |                 |              | Nr. 60 in de Mega Top 100                                        |

| Single met hitnotering(en) in de Vlaamse Ultratop 50 | Datum van verschijnen | Datum van binnenkomst | Hoogste positie | Aantal weken | Opmerkingen                 |
| ---------------------------------------------------- | --------------------- | --------------------- | --------------- | ------------ | --------------------------- |
| The final countdown                                  | 1986                  | -                     |                 |              | Nr. 1 in de Radio 2 Top 30  |
| Rock the night                                       | 1986                  | -                     |                 |              | Nr. 2 in de Radio 2 Top 30  |
| Carrie                                               | 1987                  | -                     |                 |              | Nr. 6 in de Radio 2 Top 30  |
| Superstitious                                        | 1988                  | -                     |                 |              | Nr. 15 in de Radio 2 Top 30 |
| Open your heart                                      | 1988                  | -                     |                 |              | Nr. 20 in de Radio 2 Top 30 |

### NPO Radio 2 Top 2000
| Nummers met noteringen in de NPO Radio 2 Top 2000 | '99 | '00  | '01  | '02  | '03 | '04  | '05  | '06 | '07 | '08 | '09 | '10 | '11 | '12 | '13 | '14 | '15 | '16 | '17 | '18 | '19 | '20 | '21 | '22 | '23 | '24 |
| ------------------------------------------------- | --- | ---- | ---- | ---- | --- | ---- | ---- | --- | --- | --- | --- | --- | --- | --- | --- | --- | --- | --- | --- | --- | --- | --- | --- | --- | --- | --- |
| Carrie                                            | -   | 1163 | 1518 | 1757 | -   | 1989 | 1975 | -   | -   | -   | -   | -   | -   | -   | -   | -   | -   | -   | -   | -   | -   | -   | -   | -   | -   | -   |
| The Final Countdown                               | 129 | 87   | 166  | 180  | 202 | 189  | 227  | 283 | 452 | 247 | 538 | 497 | 545 | 519 | 436 | 589 | 566 | 568 | 523 | 426 | 587 | 482 | 567 | 572 | 566 | 642 |

1. ↑  Een '-' betekent dat het nummer niet was genoteerd en een vetgedrukt getal geeft de hoogste notering van een nummer aan.

### Dvd's
| Dvd's met hitnoteringen in de Nederlandse DVD Top 30 | Datum van verschijnen | Datum van binnenkomst | Hoogste positie | Aantal weken | Opmerkingen |
| ---------------------------------------------------- | --------------------- | --------------------- | --------------- | ------------ | ----------- |
| Live at Sweden Rock - 30th anniversary show          | 2013                  | 26-10-2013            | 10              | 3            |             |

### Video
- The Final Countdown Tour 1986 (1986) - Japan
- Europe in America (1987) - World
- Europe, The Final Countdown World Tour - Live at the Hammersmith Odeon, London (1987) - World

### Cd video
- Europe in America (1987) - PAL

### Dvd
- Rock the Night: Collectors Edition (2004)
- The Final Countdown Tour 1986 (2004)
- Live from the Dark (2005)
- The Final Countdown Tour 1986 - Live in Sweden (20th Anniversary Edition (2006)
- Almost unplugged live at Nalen (2008)
- The Final Countdown 30th anniversary show - Live at the roundhouse (2017)